# 디브양카 트리파티
디브양카 트리파티(힌디어: दिव्यांका त्रिपाठी, 영어: Divyanka Tripathi, 1984년 12월 14일 ~ )는 인도의 배우이다.